# Aeropuerto Internacional Lanseria
El Aeropuerto Lanseria (IATA: HLA, OACI: FALA) es un aeropuerto internacional de propiedad privada que se encuentra al noroeste de Johannesburgo, Sudáfrica. 
Construido en 1974, es utilizado principalmente por aviones regionales, ejecutivos y diplomáticos pero puede dar cabida a aviones del tamaño del Boeing 757-300. Aunque el tránsito de pasajeros no es tan elevado como en el Aeropuerto Internacional de Johannesburgo, Lanseria atiende más operaciones al año que ningún otro aeropuerto de África. El aeropuerto también es utilizado por compañías de aviación privadas como Ibis Air, Aero Vaal Flying Academy, etc.

## Aerolíneas y destinos
| Aerolíneas | Destinos                |
| ---------- | ----------------------- |
| Mango      | Ciudad del Cabo, Durban |

## Aviación
- NDB - LA270.0
- VOR - LIV117.4